# Esta boca es mía (álbum)
Esta boca es mía es el noveno disco del cantautor español Joaquín Sabina, puesto a la venta en 1994 y del cual se han vendido 200 000 ejemplares.
En la grabación del disco colaboraron diversos artistas como Javier Ruibal, Álvaro Urquijo, Pablo Milanés o Rosendo, entre otros. La grabación del videoclip promocional fue dirigida por Juanma Bajo Ulloa. Es el primer álbum en el cual el cantautor cuenta con la colaboración de Olga Román en los coros. Junto con su siguiente trabajo, es uno de los discos más variados en cuanto a géneros musicales, incluyendo bolero, salsa, rock, rumba, blues, country y jazz.

## Canciones
1. Esta noche contigo - 4:50
2. Por el bulevar de los sueños rotos - 4:03
3. Incluso en estos tiempos - 2:53
4. Siete crisantemos - 5:14
5. Besos con sal - 3:50
6. Ruido - 4:27
7. El blues de lo que pasa en mi escalera - 4:50
8. Como un explorador - 3:26
9. Mujeres fatal - 4:40
10. Ganas de... - 3:20
11. La casa por la ventana - 4:27
12. Más de cien mentiras - 6:43
13. Esta boca es mía - 3:02